# قستورية (مقاطعة)
كستورية أو قستورية أو كسرية إحدى مقاطعات اليونان.